# Wojciechów (powiat kraśnicki)
Wojciechów – wieś w Polsce położona w województwie lubelskim, w powiecie kraśnickim, w gminie Szastarka.
W latach 1975–1998 miejscowość należała administracyjnie do województwa tarnobrzeskiego.
Wieś stanowi sołectwo gminy Szastarka. Według Narodowego Spisu Powszechnego (III 2011 r.) wieś liczyła 189 mieszkańców. 
Miejscowa ludność wyznania katolickiego przynależy do Parafii św. Stanisława w Modliborzycach.

## Historia
Według Słownika geograficznego Królestwa Polskiego z roku 1893, Wojciechów wieś z folwarkiem w powiecie janowskim, ówczesnej gminie Brzozówka, parafii Modliborzyce, odległy od Lublina wiorst 60, od Janowa wiorst 10, od Modliborzyc wiorst 4.
Wojciechów leży na wyniosłym wzgórzu, obfitującym w łomy kamienia wapiennego. Wieś posiadała około 1893, 17 domostw i 812 mieszkańców, gruntów ornych 317 mórg oraz za służebności otrzymała lasu 72 mórg.
Folwark Wojciechów został rozparcelowany między kolonistów, którzy w 1891 r. kupili takowy z pomocą Banku Włościańskiego, z wyłączeniem obszaru 84 mórg i 142 prętów pozostałych przy dworze pod nazwą Wojciechów A. i B.
Koloniści nabyli ogółem 642 mórg, w tym gruntów ornych 549 mórg lasu 83 mórg, nieużytków 40 mórg. Gleba na tym tereniew gliniasta, urodzajna.
W roku 1827 było 27 domów i 185 mieszkańców, Ludność wiejska utrzymuje sady wiśniowe i jabłkowe, dające dość znaczny dochód. Około r. 1874 istniał tu piec wapienny.